# 奥普蒂玛体
奥普蒂玛体（Optima）是一款西文无衬线体。最初是为德国著名字体设计师赫尔曼·察普夫为法兰克福的D. Stempel AG foundry公司在1952年至1955年左右设计的。 
在字体分类上，虽然这个字体没有衬线而被分類为无衬线体，它却与多数的无衬线字体不同，奥普蒂玛体的横竖笔画的粗细并不一致，横比竖要细一些，因此字体看起来兼具优雅、简练的风格，受到大众的喜爱。

## 歷史
1973年馬修·卡特设计出希腊字母版本Optima Greek，基于出自Hermann Zapf的素描。未出数字版。
1973年馬修·卡特设计出基于Optima Medium的版本Optima Classified。未出数字版。
2003年，Linotype公司发布一个「Optima Nova」字体。这个Optima Nova的制作是在察普夫的协助下，由日本的小林章进行设计的。与Frutiger字体的改刻版「Frutiger Next」一样，在制作的事后不是单纯倾斜，而是另外操刀制作了斜体，提高了细节的设计品質。
2010年4月，Linotype公司发布包含西里尔字母的版本Optima Pro Cyrillic，采用OpenType Pro格式，分为Optima Pro Cyrillic Roman、Oblique、Bold、Bold Oblique四种。

## 應用
- 台北捷運車站出口及月台之站名牌採用此字體。